# Cattedrale dei Santi Costantino ed Elena (New York)
La cattedrale dei Santi Costantino ed Elena (in inglese: Constantine and Helen Greek Orthodox Cathedral) è la cattedrale greco ortodossa di New York, negli Stati Uniti d'America. Si trova in 64 Schermerhorn Street nel centro di Brooklyn ed è sede della metropolia di New York per l'arcidiocesi greco-ortodossa d'America.

## Storia
La parrocchia è stata fondata nel 1913 come prima parrocchia greco-ortodossa di Long Island ed è una delle più antiche chiese greco-ortodosse nella città di New York. La prima pietra dell'edificio è stata posta 16 aprile del 1916. La chiesa è stata ampliata nel 1946 e di nuovo nel 1960, quindi è stata danneggiata da un incendio nel 1991 ed è stata in seguito riparata e restaurata.